# Ујезд у Сватехо Криже
Ујезд у Сватехо Криже (чеш. Újezd u Svatého Kříže) је насељено мјесто са административним статусом сеоске општине (чеш. obec) у округу Рокицани, у Плзењском крају, Чешка Република.

## Становништво
Према подацима о броју становника из 2014. године насеље је имало 230 становника.